# يوليو 2013
يوليو 2013 هو الشهر السابع من عام 2013، بدأ يوم الأثنين، وأنتهى يوم الأربعاء، وأمتد لواحد وثلاثين يومًا.

## بوابة:أحداث جارية
| \| 3 يوليو 2013 (الأربعاء) \| عدل \| تاريخ \| راقب \| تصفح \| |     |       |      |      |
| - الجيش المصري يؤكد التحفظ على مرسي بـ"صورة وقائية" (العربية) |     |       |      |      |
| 3 يوليو 2013 (الأربعاء)                                       | عدل | تاريخ | راقب | تصفح |

| أحداث جارية |
| --- |
| - أزمة الدين الحكومي اليوناني - جائحة فيروس كورونا 2019–20 - التدخل العسكري الروسي في أوكرانيا - التدخل العسكري الروسي في سوريا - الحرب الأهلية السورية - الهجوم على شمال غرب سوريا (2024) - الحرب الأهلية السودانية 2023 - عملية طوفان الأقصى - الحرب الفلسطينية الإسرائيلية (الخط الزمني) - صراع حزب الله وإسرائيل (2023–الآن) - - أزمة البحر الأحمر - الهجمات على القواعد الأمريكية في العراق وسوريا 2023 - الأزمة الإنسانية في غزة (2023 – الآن) تفاصيل أكثر النزاعات الجارية أدناه |

| وفيات حديثة |
| --- |
| - 18 مارس: قسطنطين رودريغيز - 18 مارس: عصام الدعاليس - 18 مارس: محمود أبو وطفة - 19 مارس: هيرنان غودوي - 19 مارس: أندريا ديليباشيتش - 19 مارس: كالسترات كوتسوف - 20 مارس: عثمان سيناف - 20 مارس: إدي أدكوك - 20 مارس: رالف مونرو - 20 مارس: إدي جوردان - 20 مارس: بات ميرفي (سياسي) - 20 مارس: نورمان كلارك - 21 مارس: فيرنون هاتون - 21 مارس: جورج فورمان - 22 مارس: بيل ميرسير - 22 مارس: جمال مناد - 23 مارس: خالد الجار الله - 23 مارس: أمين أبو حصيرة - 23 مارس: صلاح البردويل - 24 مارس: حسام شبات |

| نزاعات جارية |
| --- |
| - التدخل العسكري الدولي ضد تنظيم الدولة الإسلامية (داعش) - الكاميرون - الحرب الأهلية الكاميرونية - جمهورية إفريقيا الوسطى - حرب جمهورية إفريقيا الوسطى الأهلية (2012–الآن) - جمهورية الكونغو الديموقراطية - تمرد القوات الديمقراطية المتحالفة - صراع كيفو - الحرب الأهلية الأثيوبية (2018-حاليا) - صراع أمهرة [الإنجليزية] - موزمبيق - التمرد الإسلاموي في موزمبيق - نيجيريا - تمرد بوكو حرام - التمرد الإسلامي في الساحل - تمرد الجهاديين في بوركينا فاسو · حرب مالي - الحرب الأهلية الصومالية - الحرب في الصومال (2009–الآن) - السودان - الحرب الأهلية السودانية 2023 - النزاع في أفغانستان - النزاع بين طالبان والدولة الإسلامية في أفغانستان - صراع بنجشير - الهند - التمرد في جامو وكشمير - العصيان الماوي-الناكسالي - إندونيسيا - أزمة بابوا - الصراع الداخلي في ميانمار - الحرب الأهلية في ميانمار (2021-الحاضر) - باكستان - صراع بلوشستان - عصيان خيبر بختونخوا - الصراع الأهلي في الفلبين - التمرد الشيوعي في الفلبين - الحرب الروسية الأوكرانية - الغزو الروسي لأوكرانيا 2022 - صراع العراق (2003–الآن) - التمرد العراقي (2017–الآن) - صراع إسرائيل وغزة - الحرب الفلسطينية الإسرائيلية 2023 - هجمات الحوثيين على إسرائيل (2023 - 2024) - الحرب الأهلية السورية - التدخل الأجنبي في الحرب الأهلية السورية - تركيا - الولايات المتحدة - اليمن - الحرب الأهلية اليمنية (2014–الآن) - التدخل العسكري في اليمن |